# Gran Premi dels Estats Units del 1963
Resultats del Gran Premi dels Estats Units de Fórmula 1 de la temporada 1963, disputat al circuit de Watkins Glen el 6 d'octubre del 1963.

## Resultats de la cursa
| Pos   | No | Pilot                   | Equip            | Voltes | Temps/ Retir.        | Pos. de sort. | Punts |
| ----- | -- | ----------------------- | ---------------- | ------ | -------------------- | ------------- | ----- |
| 1     | 1  | Graham Hill             | BRM              | 110    | 1h 19' 22. 1         | 1             | 9     |
| 2     | 2  | Richie Ginther          | BRM              | 110    | + 34.3 s             | 4             | 6     |
| 3     | 8  | Jim Clark               | Lotus - Climax   | 109    | + 1 Volta            | 2             | 4     |
| 4     | 5  | Jack Brabham            | Brabham - Climax | 108    | + 2 Voltes           | 5             | 3     |
| 5     | 24 | Lorenzo Bandini         | Ferrari          | 106    | + 4 Voltes           | 9             | 2     |
| 6     | 12 | Carel Godin de Beaufort | Porsche          | 99     | + 11 Voltes          | 19            | 1     |
| 7     | 21 | Peter Broeker           | Stebro - Ford    | 88     | + 22 Voltes          | 21            |       |
| 8     | 11 | Jo Bonnier              | Cooper - Climax  | 85     | + 25 Voltes          | 12            |       |
| 9     | 23 | John Surtees            | Ferrari          | 82     | Motor                | 3             |       |
| 10    | 16 | Jim Hall                | Lotus - BRM      | 76     | Caixa canvi          | 16            |       |
| 11    | 3  | Bruce McLaren           | Cooper - Climax  | 74     | Bomba de combustible | 11            |       |
| Ret   | 14 | Jo Siffert              | Lotus - BRM      | 56     | Caixa canvi          | 14            |       |
| Ret   | 4  | Tony Maggs              | Cooper - Climax  | 44     | Encesa               | 10            |       |
| Ret   | 18 | Rodger Ward             | Lotus - BRM      | 44     | Caixa canvi          | 17            |       |
| Ret   | 6  | Dan Gurney              | Brabham - Climax | 42     | Xassís               | 6             |       |
| Ret   | 10 | Pedro Rodríguez         | Lotus - Climax   | 36     | Motor                | 13            |       |
| Ret   | 9  | Trevor Taylor           | Lotus - Climax   | 24     | Part elèctrica       | 7             |       |
| Ret   | 17 | Masten Gregory          | Lola - Climax    | 14     | Motor                | 8             |       |
| Ret   | 22 | Hap Sharp               | Lotus - BRM      | 6      | Retirat              | 18            |       |
| Ret   | 25 | Phil Hill               | ATS              | 4      | Bomba d'oli          | 15            |       |
| Ret   | 26 | Giancarlo Baghetti      | ATS              | 0      | Bomba d'oli          | 20            |       |
| WD    | 7  | Walt Hansgen            | Lotus            |        |                      |               |       |
| WD    | 15 | Innes Ireland           | Lotus - BRM      |        | Pilot ferit          |               |       |
| WD    | 19 | Ernie de Vos            | Stebro-Ford      |        |                      |               |       |
| Font: |    |                         |                  |        |                      |               |       |

## Altres
- Pole: Graham Hill 1' 13. 40

- Volta ràpida: Jim Clark 1' 14. 50 (a la volta 50)